# Championnat de République tchèque de hockey sur glace 2005-2006
Saison précédente Saison suivante
La saison 2005-2006 est la treizième saison des championnats de hockey sur glace de République tchèque : l’Extraliga, la première division, la 1. liga, second échelon, la 2. liga, troisième division et des autres divisions inférieures.

## Saison régulière
| Place | Équipe                  | PJ | V  | VP | N  | DP | D  | BP  | BC  | Pts |
| ----- | ----------------------- | -- | -- | -- | -- | -- | -- | --- | --- | --- |
| 1er   | HC Bílí Tygři Liberec   | 52 | 32 | 1  | 5  | 3  | 11 | 152 | 94  | 106 |
| 2e    | HC Slavia Prague        | 52 | 31 | 0  | 7  | 1  | 13 | 164 | 111 | 101 |
| 3e    | HC Hamé Zlín            | 52 | 25 | 3  | 6  | 2  | 16 | 122 | 103 | 89  |
| 4e    | HC Vítkovice Steel      | 52 | 24 | 2  | 8  | 0  | 18 | 152 | 128 | 84  |
| 5e    | HC Znojemští Orli       | 52 | 23 | 1  | 10 | 3  | 15 | 117 | 110 | 84  |
| 6e    | HC Sparta Prague        | 52 | 21 | 5  | 2  | 3  | 21 | 155 | 135 | 78  |
| 7e    | HC Oceláři Třinec       | 52 | 23 | 1  | 5  | 1  | 22 | 135 | 142 | 77  |
| 8e    | HC České Budějovice     | 52 | 19 | 3  | 12 | 1  | 17 | 115 | 118 | 76  |
| 9e    | HC Moeller Pardubice    | 52 | 21 | 1  | 5  | 2  | 23 | 130 | 134 | 72  |
| 10e   | HC Energie Karlovy Vary | 52 | 19 | 2  | 9  | 1  | 21 | 120 | 128 | 71  |
| 11e   | HC Lasselsberger Plzeň  | 52 | 17 | 1  | 8  | 2  | 24 | 130 | 136 | 63  |
| 12e   | HC Litvínov             | 52 | 14 | 4  | 5  | 4  | 25 | 113 | 140 | 59  |
| 13e   | HC Rabat Kladno         | 52 | 12 | 5  | 3  | 4  | 28 | 114 | 168 | 53  |
| 14e   | Vsetínská hokejová      | 52 | 6  | 1  | 9  | 3  | 33 | 80  | 152 | 32  |

## Statistiques individuelles
- Meilleur buteur : Petr Ton  24 buts (HC Sparta Prague)
- Meilleur passeur : Josef Beránek 38 assistances HC Slavia Prague
- Meilleur pointeur : Jan Marek (HC Sparta Prague) 54 points, 22 buts et 32 assistances.
- Meilleur gardien : Igor Murín (HC Hamé Zlín) : 45 matchs, moyenne de 1.81, cinq blanchissages, 94,36 % Arr.

## Séries éliminatoires
|  | Quarts de finale      | Quarts de finale    |                  |   | Demi-finales | Demi-finales |  |  | Finale | Finale |
|  | Quarts de finale      | Quarts de finale    |                  |   | Demi-finales | Demi-finales |  |  | Finale | Finale |
|  |                       |                     |                  |   |              |              |  |  |        |        |
|  |                       |                     |                  |   |              |              |  |  |        |        |
|  |                       |                     |                  |   |              |              |  |  |        |        |
|  | HC Slavia Prague      | 4                   |                  |   |              |              |  |  |        |        |
|  | HC Slavia Prague      | 4                   |                  |   |              |              |  |  |        |        |
|  | HC Oceláři Třinec     | 0                   |                  |   |              |              |  |  |        |        |
|  | HC Oceláři Třinec     | 0                   | HC Slavia Prague | 4 |              |              |  |  |        |        |
|  |                       |                     | HC Slavia Prague | 4 |              |              |  |  |        |        |
|  |                       | HC České Budějovice | 1                |   |              |              |  |  |        |        |
|  | HC Bílí Tygři Liberec | HC České Budějovice | 1                | 1 |              |              |  |  |        |        |
|  | HC Bílí Tygři Liberec |                     |                  | 1 |              |              |  |  |        |        |
|  | HC České Budějovice   | 4                   |                  |   |              |              |  |  |        |        |
|  | HC České Budějovice   | 4                   | HC Slavia Prague | 2 |              |              |  |  |        |        |
|  |                       |                     | HC Slavia Prague | 2 |              |              |  |  |        |        |
|  |                       | HC Sparta Prague    | 4                |   |              |              |  |  |        |        |
|  | HC Sparta Prague      | HC Sparta Prague    | 4                | 4 |              |              |  |  |        |        |
|  | HC Sparta Prague      |                     |                  | 4 |              |              |  |  |        |        |
|  | HC Hamé Zlín          | 2                   |                  |   |              |              |  |  |        |        |
|  | HC Hamé Zlín          | 2                   | HC Sparta Prague | 4 |              |              |  |  |        |        |
|  |                       |                     | HC Sparta Prague | 4 |              |              |  |  |        |        |
|  |                       | HC Znojemští Orli   | 1                |   |              |              |  |  |        |        |
|  | HC Znojemští Orli     | HC Znojemští Orli   | 1                | 4 |              |              |  |  |        |        |
|  | HC Znojemští Orli     |                     |                  | 4 |              |              |  |  |        |        |
|  | HC Vítkovice Steel    | 2                   |                  |   |              |              |  |  |        |        |
|  | HC Vítkovice Steel    | 2                   |                  |   |              |              |  |  |        |        |

### Effectif du HC Sparta Prague
| Gardiens de but | Petr Bříza |
| Défenseurs      | František Ptáček, Marek Černošek, Jiří Vykoukal, Jan Hanzlík, Karel Pilař, Ján Tabaček, Richard Stehlík                                                                         |
| Attaquants      | Ondřej Kratěna, Jaroslav Hlinka, Michal Sivek, Petr Ton, Jan Marek, Pavel Kašpařík, Tomáš Netík, Josef Straka, Martin Špaňhel, Michal Dragoun, Jakub Langhammer, Martin Růžička |
| Entraîneurs     | František Výborný et Marian Jelínek |

## Trophées et honneurs

### Trophées
| Récompense                 | Vainqueur         | Équipe           |
| -------------------------- | ----------------- | ---------------- |
| Joueur de l'année          | Petr Bříza        | HC Sparta Prague |
| Gardien de l'année         | Petr Bříza        | HC Sparta Prague |
| Défenseur de l'année       | Jan Novák         | HC Slavia Prague |
| Débutant de l'année        | Radek Fiala       | HC Litvínov      |
| Trainer des Jahres         | František Výborný | HC Sparta Prague |
| Meilleur joueur des séries | Petr Bříza        | HC Sparta Prague |

### Équipe d'étoiles
| Gardien de but | Petr Bříza (Sparta Prague)    | Petr Bříza (Sparta Prague)    | Petr Bříza (Sparta Prague)    | Petr Bříza (Sparta Prague) | Petr Bříza (Sparta Prague) | Petr Bříza (Sparta Prague) |
| Défenseurs     | Jiří Vykoukal (Sparta Prague) | Jiří Vykoukal (Sparta Prague) | Jiří Vykoukal (Sparta Prague) | Jan Novák (Slavia Prague)  | Jan Novák (Slavia Prague)  | Jan Novák (Slavia Prague)  |
| Attaquants     | Tomáš Vlasák (Slavia Prague)  | Tomáš Vlasák (Slavia Prague)  | Ľubomír Vaic (HC Liberec)     | Ľubomír Vaic (HC Liberec)  | Petr Ton (Sparta Prague)   | Petr Ton (Sparta Prague)   |

## Barrage de promotion-relégation
| Date         | Lieu                              | Locaux                | Visiteurs             | Score         |
| ------------ | --------------------------------- | --------------------- | --------------------- | ------------- |
| 26 mars 2006 | Vsetín, Zimní stadion Na Lapači   | Vsetínská hokejová    | HC Slovan Ústečtí Lvi | 0 : 2         |
| 27 mars 2006 | Vsetín, Zimní stadion Na Lapači   | Vsetínská hokejová    | HC Slovan Ústečtí Lvi | 4 : 1         |
| 30 mars 2006 | Ústí nad Labem, Zlatopramen Aréna | HC Slovan Ústečtí Lvi | Vsetínská hokejová    | 3 : 1         |
| 31 mars 2006 | Ústí nad Labem, Zlatopramen Aréna | HC Slovan Ústečtí Lvi | Vsetínská hokejová    | 2 : 3 (n. P.) |
| 3 avril 2006 | Vsetín, Zimní stadion Na Lapači   | Vsetínská hokejová    | HC Slovan Ústečtí Lvi | 2 : 1         |
| 5 avril 2006 | Ústí nad Labem, Zlatopramen Aréna | HC Slovan Ústečtí Lvi | Vsetínská hokejová    | 0 : 1         |

Vsetín se maintient en Extraliga.